# 一ノ橋駅

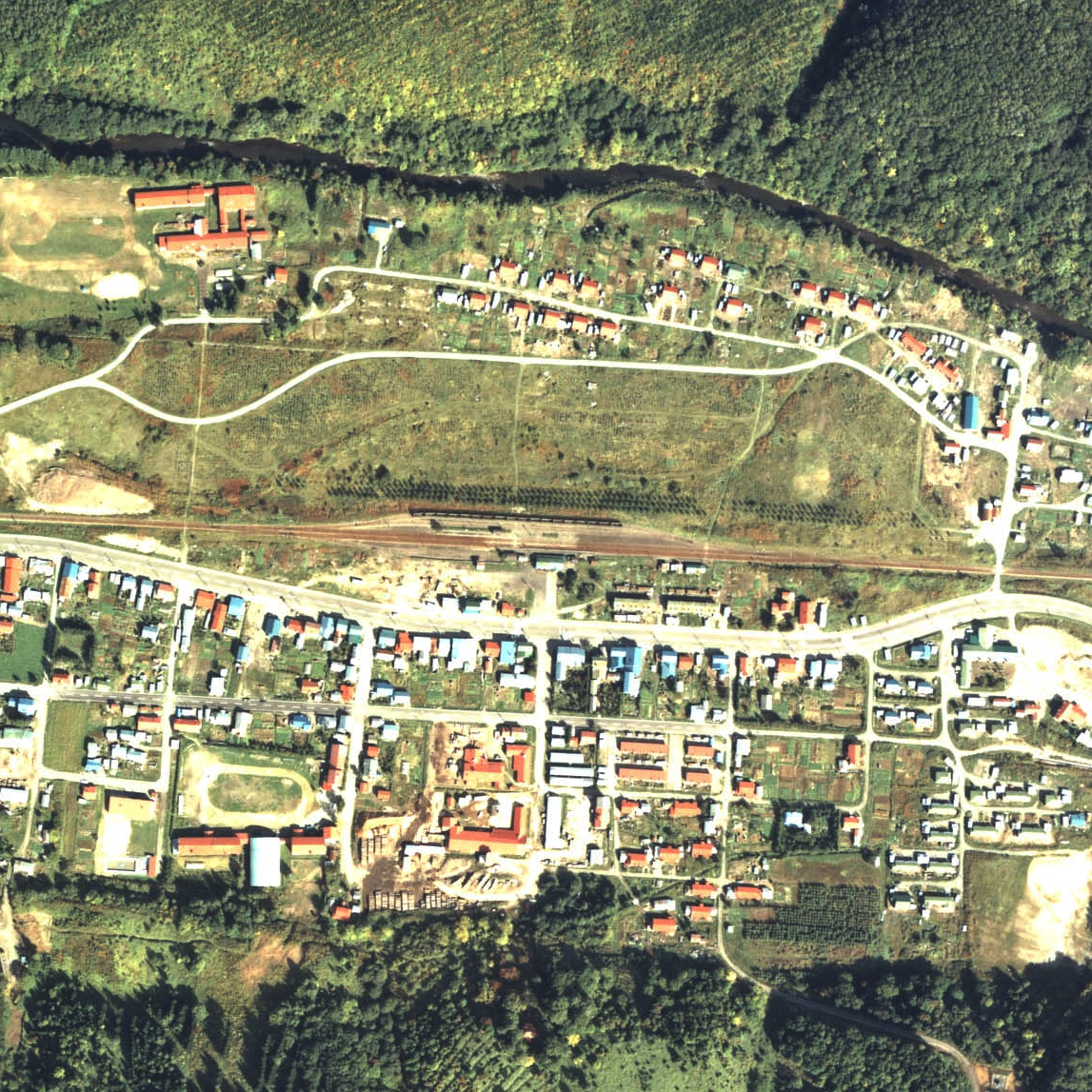
1978年の一ノ橋駅と周囲約750m範囲。右が紋別方面。左上に中学校、左下に小学校が見える。典型的な木材搬出駅で、かなり広い営林署のストックヤードが隣接しているが、貨物取扱い廃止を間近に控え、ヤードは既に使用されていない様子である。かつて林業が盛んだった頃は、奥名寄森林鉄道が名寄川上流の奥地から、また然別森林鉄道が一の橋市街対岸のシカリベツ川上流から、それぞれこのヤードの北側へ乗り入れ、ここを満杯にする程の木材を搬入していた。これらの路盤跡は，左（然別方面）から本線の脇をかすめてS字カーブを描いて入るのが見え、ヤード内で右上方に向かい道路と交わり、その先は緩やかなカーブを描く道路となっている（奥名寄方面）。また駅裏名寄側左端の白い三角状の空き地には、かつては上興部駅との間にある天北峠越えの補機用機関車の待機線と転車台があったが、この写真の時点では全て撤去されて埋められている。

一ノ橋駅（いちのはしえき）は、かつて北海道（上川支庁）上川郡下川町一の橋に設置されていた、北海道旅客鉄道（JR北海道）名寄本線の駅（廃駅）である。電報略号はハシ。事務管理コードは▲122107。

## 歴史
- 1920年（大正9年）10月25日：鉄道省名寄線の下川駅 - 上興部駅間延伸開通に伴い、開業[1]。一般駅[1]。
- 1921年（大正10年）
  - 3月25日：路線名を名寄西線に改称、それに伴い同線の駅となる。
  - 10月5日：名寄駅 - 中湧別駅間全通に伴い路線名を名寄線に改称、それに伴い同線の駅となる。
- 1923年（大正12年）11月5日：路線名を名寄本線に改称、それに伴い同線の駅となる。
- 1949年（昭和24年）6月1日：公共企業体である日本国有鉄道に移管。
- 1956年（昭和31年）5月7日：一の橋地区での大火により鉄道宿舎14戸を消失。駅舎は職員の奮闘によって消失を免れ、駅長以下7名が国鉄総裁表彰となる[5]。
- 1978年（昭和53年）12月1日：貨物取扱い廃止[1]。
- 1984年（昭和59年）2月1日：荷物取扱い廃止[1]。
- 1986年（昭和61年）11月1日：交換設備を撤去し、同時に無人駅化[6]。
- 1987年（昭和62年）4月1日：国鉄分割民営化により、JR北海道に継承[1]。
- 1989年（平成元年）5月1日：名寄本線の全線廃止に伴い、廃駅となる[1]。

### 駅名の由来
地名より。

## 駅構造
廃止時点で、単式ホーム1面1線を有する地上駅であった。ホームは、線路の南側（遠軽方面に向かって右手側）に存在した。
国鉄時代末期に無人化されるまでは、相対式ホーム2面2線を有する列車交換可能な交換駅であった。互いのホームは、駅舎側ホーム中央部分と対向側ホーム東側を結んだ構内踏切で連絡していた。駅舎側（南側）ホームが上りの1番線、対向側ホームが下りの2番線となっていた。そのほか1983年（昭和58年）時点では、上り線名寄方から駅舎側に分岐し駅舎西側のホーム切欠き部分の貨物ホームへの貨物側線を1線有していた。
無人駅となっていたが、有人駅時代の駅舎が残っていた。駅舎は構内の南側に位置し、ホーム中央部分に接していた。ホームの長さは50mであった。

## 利用状況
乗車人員の推移は以下のとおり。年間の値のみ判明している年については、当該年度の日数で除した値を括弧書きで1日平均欄に示す。乗降人員のみが判明している場合は、1/2した値を括弧書きで記した。
| 年度               | 乗車人員 | 乗車人員 | 出典  | 備考 |
| 年度               | 年間     | 1日平均  | 出典  | 備考 |
| ------------------ | -------- | -------- | ----- | ---- |
| 1978年（昭和53年） |          | 111      | [ 8 ] |      |

## 駅周辺
- 国道239号（下川国道）[9]
- 一ノ橋郵便局
- 郷土資料展示保存施設「札天山収蔵館」 - 旧一の橋小学校。
- 下川町立知的障害者更生施設「山びこ学園」
- 名寄川[9]
- 然別川[9]
- 札天山 - 駅の南。標高596m[9]。
- 名士バス「一の橋」停留所 - 駅名標が移設されている。

## 駅跡

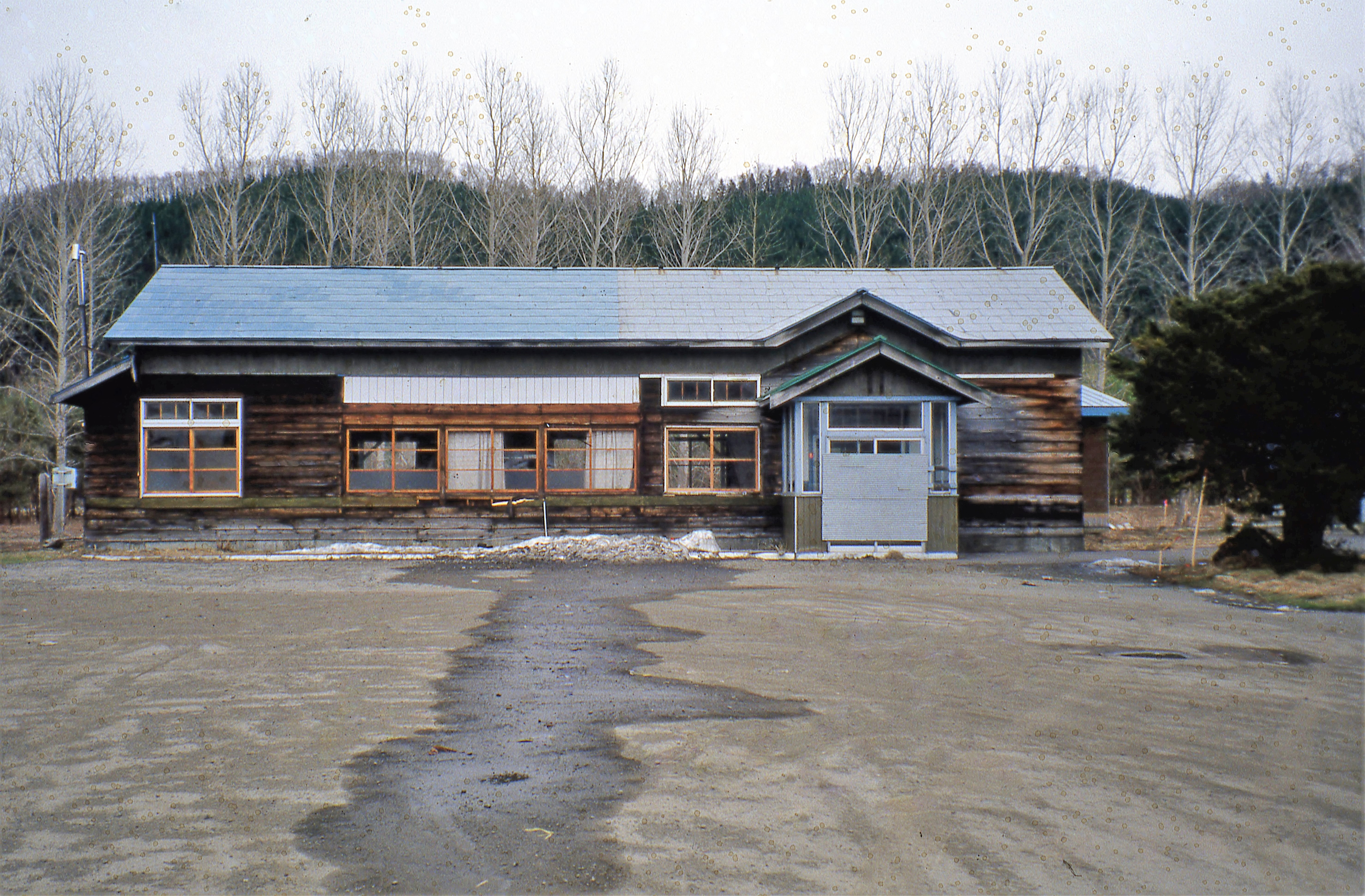
廃駅後の一ノ橋駅舎（1993年5月撮影）。

2000年（平成12年）時点では、集落のコミュニティセンターが建てられていた。2010年（平成22年）時点では、駅の開業時に植樹された松が「夫婦松」と名付けられて「一ノ橋駅開業記念樹」として存在していた。2011年（平成23年）時点では、駅跡の近くに上名寄駅と同様のレプリカの駅名標が設置されていた。コミュニティセンターには、ゲートボール場や駐車場が併設されている。2012年11月には、コミュニティセンターに隣接して一の橋住民センターがオープンし、施設内へ郵便局が移転・入居した。
また、2011年（平成23年）時点では駅跡から遠軽方に向かってすぐの場所に、名寄川に架かっていた橋梁の橋台が残存していた。さらに上興部駅との間にある天北峠には国道のすぐ脇を通っていた切通しの線路跡が残存し、保線小屋と思われる建物も倒壊しそうな状況ながら残存していた。

## 隣の駅
北海道旅客鉄道
名寄本線
幸成駅 - 一ノ橋駅- 上興部駅

## 森林鉄道
旭川営林局一の橋営林署（1942年までは下川出張所）の管轄として、一ノ橋駅に隣接したストックヤード（土場）を設置し、1952年（昭和27年）頃には総延長33kmの森林鉄道を有していた。その後トラック輸送に切り替わり、1959年（昭和34年）の奥名寄森林鉄道の廃止をもって森林鉄道は全廃となった。
- 1930年（昭和5年）　奥名寄森林鉄道（17km）竣工。一ノ橋貯木場（土場）6.5ha 設置。[14]
- 1935年（昭和10年）　然別森林鉄道（8.8km）竣工[14]。
- 1949年（昭和24年）　奥名寄森林鉄道の延長支線かじか沢線（4.1km）竣工[14]。
- 1952年（昭和27年）　然別森林鉄道の支線茂珊瑠越線（2.5km）竣工[14]。
- 1955年（昭和30年） - 1959年（昭和34年）　各線廃止、トラック輸送に切り替え[14]。

なお、1956年（昭和31年）時点での保有機関車は以下の通り。
- 蒸気機関車：8t雨宮製1台、8t市川製1台、10t市川製1台（いずれも昭和31年迄に使用中止）
- ガソリン機関車：5tプリモス製2台（いずれも昭和28年迄に使用中止）
- ディーゼル機関車：5tセントラル製1台、7t日野製1台